# Johnny Vander Meer
John Samuel Vander Meer (2 de novembro de 1914 – 6 de outubro de 1997) foi um jogador profissional norte-americano de beisebol. Ele atuava como arremessador na Major League Baseball, se consagrando pelo Cincinnati Reds. Vander Meer ficou conhecido por ter sido o único arremessar da história da liga a fazer dois no-hitters consecutivos. Após um grande começo de carreira, acabou entrando em declínio e sofreu com a inconsistência de sua performance. Ele faleceu de aneurisma de aorta abdominal aos 82 anos.